# Das völlig irre Klassenzimmer
Das völlig irre Klassenzimmer (Originaltitel: Pierino contro tutti) ist eine italienische Filmkomödie des Regisseurs Marino Girolami aus dem Jahr 1981. Der Film erschien auch unter dem Alternativtitel Flotte Teens und das ausgeflippte Klassenzimmer auf DVD.
Die Inszenierung ist der Auftakt einer mehrteiligen Klamauk-Reihe, um einen Lausbuben namens Pierino, der im Übrigen von einem Erwachsenen gespielt wird. Die Nachzügler der Filmreihe wurden in Deutschland nicht veröffentlicht.
Die Komödie kam am 19. September 1981 in die italienischen Kinos. In Deutschland erschien das Werk im Oktober 1985 auf Video.

## Handlung
Pierino ist ein ungezogener Junge, der mit seinen Streichen die eigene Familie, seine Mitmenschen als auch die Pädagogen einer Grundschule in Aufruhr hält. Der Knabe ist der Schrecken der Lehrerschaft, da er mit seinen Späßen ständig den Unterricht stört. Lernen verkommt für den Lausbuben zur unbedeutenden Nebensache, so dass er bereits eine Klasse zum sechsten Mal wiederholt. Der Satansbraten treibt besonders seine Klassenlehrerin Fräulein Mazzacurati in den Wahnsinn, die ihrerseits vergeblich versucht das Herz des eleganten Sportlehrers, Professor Celani, zu erobern.
Als sich eines Tages die Klassenlehrerin bei einem Ulk verletzt, wird sie durch eine attraktive, wohlproportionierte Vertretungslehrerin ersetzt. Pierino verliebt sich augenblicklich in die Aushilfskraft, obgleich diese leidenschaftlich von Professor Celani umworben wird. Der eifersüchtige Lausejunge inszeniert daher zunächst für Celani, später auch für die wiedergenesene Klassenlehrerin einen Unfall, um die Angebetete wieder ins Klassenzimmer zu bekommen – mit Erfolg.
Derweil wetten die Grundschüler auf den Ausgang der Schwärmerei. Mit einer List macht Pierino letztlich das Rennen. Er erhält einen Kuss der Aushilfslehrerin. Am Ende fliegt er wegen seines Verhaltens von der ungeliebten Schule.

## Kritiken
Das Lexikon des internationalen Films schrieb, die „Groteskkomödie ohne durchgehende Handlung“ reize mit Witzen und Kalauern „aus dem Sexual- und Fäkalbereich“ und sei daher „nur zum ganz geringen Teil zum Lachen.“